# Il borgo dei borghi
Il borgo dei borghi è un programma televisivo italiano di genere documentario in onda su Rai 3 dal 2014, spin-off della trasmissione Kilimangiaro.

## Il programma
Nelle prime 5 edizioni il programma vede sfidare tra loro i borghi più belli d'Italia con una fase iniziale che prevede delle selezioni attraverso il voto del pubblico all'interno del contenitore domenicale di Rai 3 Kilimangiaro ed una fase finale che si svolge in esterna, in giro per l'Italia, e vede impegnata nel voto, a partire dalla terza edizione, anche una giuria di personalità note. La finale viene trasmessa in prima serata da Rai 3 la sera di Pasqua. La trasmissione è condotta nel 2014 da Licia Colò con la partecipazione di Dario Vergassola, mentre dal 2015, con il cambio di conduzione al Kilimangiaro è affidata a Camila Raznovich, affiancata esclusivamente per l'edizione del 2015 da Vergassola. Nell'autunno del 2018 la sesta edizione va in onda con il titolo Il borgo dei borghi - La grande sfida per 4 sabati in prima serata dal 3 al 24 novembre La trasmissione è strutturata in tre serate eliminatorie ed una finale in onda il 24 novembre, nella quale viene decretato il vincitore tra i 60 Borghi in concorso. Ad affiancare la Raznovich è lo storico dell'arte Philippe Daverio. La settima edizione va in onda in prima serata alla domenica per 5 settimane dal 22 settembre al 20 ottobre 2019, mantenendo la formula dell'anno precedente. Al fianco della conduttrice oltre a Daverio arriva il saggista Piergiorgio Odifreddi. Dall'ottava edizione il programma riprende la formula originaria, con le selezioni al pomeriggio all'interno del Kilimangiaro e una serata finale in onda la sera del giorno di Pasqua, sempre su Rai 3.

## Edizioni
| Edizione | Messa in onda                  | Conduzione                                                    | Rete  | Numero puntate | Telespettatori | Share |
| -------- | ------------------------------ | ------------------------------------------------------------- | ----- | -------------- | -------------- | ----- |
| 1ª       | 20 aprile 2014                 | Licia Colò e Dario Vergassola                                 | Rai 3 | 1              | 1.950.000      | 8,09% |
| 2ª       | 5 aprile 2015                  | Camila Raznovich e Dario Vergassola                           | Rai 3 | 1              | 1.536.000      | 6,49% |
| 3ª       | 27 marzo 2016                  | Camila Raznovich                                              | Rai 3 | 1              | 1.869.000      | 8,18% |
| 4ª       | 16 aprile 2017                 | Camila Raznovich                                              | Rai 3 | 1              | 1.819.000      | 8,32% |
| 5ª       | 1º aprile 2018                 | Camila Raznovich                                              | Rai 3 | 1              | 1.538.000      | 7,10% |
| 6ª       | 3 - 24 novembre 2018           | Camila Raznovich con Philippe Daverio                         | Rai 3 | 4              | 1.171.000      | 6,25% |
| 7ª       | 22 settembre - 20 ottobre 2019 | Camila Raznovich con Philippe Daverio e Piergiorgio Odifreddi | Rai 3 | 5              | 1.017.000      | 4,40% |
| 8ª       | 4 aprile 2021                  | Camila Raznovich                                              | Rai 3 | 1              | 2.090.000      | 8,70% |
| 9ª       | 17 aprile 2022                 | Camila Raznovich                                              | Rai 3 | 1              | 1.152.000      | 6,20% |
| 10ª      | 9 aprile 2023                  | Camila Raznovich                                              | Rai 3 | 1              | 1.209.000      | 7,50% |
| 11ª      | 31 marzo 2024                  | Camila Raznovich                                              | Rai 3 | 1              | 1.469.000      | 8,30% |
| 12ª      | 20 aprile 2025                 | Camila Raznovich                                              | Rai 3 | 1              | 1.167.000      | 7,20% |

### Ascolti 6ª edizione
| Puntata | Messa in onda    | Telespettatori | Share |
| ------- | ---------------- | -------------- | ----- |
| 1ª      | 3 novembre 2018  | 1.154.000      | 6,30% |
| 2ª      | 10 novembre 2018 | 1.043.000      | 5,60% |
| 3ª      | 17 novembre 2018 | 1.241.000      | 6,70% |
| 4ª      | 24 novembre 2018 | 1.247.000      | 6,50% |
| Media   | Media            | 1 171 000      | 6,25% |

### Ascolti 7ª edizione
| Puntata | Messa in onda     | Telespettatori | Share |
| ------- | ----------------- | -------------- | ----- |
| 1ª      | 22 settembre 2019 | 941.000        | 4,40% |
| 2ª      | 29 settembre 2019 | 977.000        | 4,30% |
| 3ª      | 6 ottobre 2019    | 992.000        | 4,10% |
| 4ª      | 13 ottobre 2019   | 1.124.000      | 4,80% |
| 5ª      | 20 ottobre 2019   | 1.053.000      | 4,60% |
| Media   | Media             | 1 017 000      | 4,40% |

## Giuria di esperti
| Edizione | Anno         | Giudici               | Giudici          | Giudici              |
| -------- | ------------ | --------------------- | ---------------- | -------------------- |
| 3ª       | 2016         | Hiroiko Shoda         | Philippe Daverio | Anna Kanakis         |
| 4ª       | 2017         | Mario Tozzi           | Philippe Daverio | Cristina Bowermann   |
| 5ª       | 2018         | Mario Tozzi           | Philippe Daverio | Cristina Bowermann   |
| 6ª       | autunno 2018 | Mario Tozzi           | Philippe Daverio | Filippa Lagerback    |
| 7ª       | autunno 2019 | Mario Tozzi           | Philippe Daverio | Margherita Granbassi |
| 8ª       | 2021         | Mario Tozzi           | Jacopo Veneziani | Rosanna Marziale     |
| 9ª       | 2022         | Piergiorgio Odifreddi | Jacopo Veneziani | Rosanna Marziale     |
| 10ª      | 2023         | Mario Tozzi           | Jacopo Veneziani | Rosanna Marziale     |
| 11ª      | 2024         | Piergiorgio Odifreddi | Manuela Di Centa | Isabella Potì        |
| 11ª      | 2024         | Alberta Campitelli    | Jacopo Veneziani | Barbara Gallavotti   |

## Albo d'oro
| Edizione | Anno         | Borgo vincitore                  | Secondo posto          | Terzo posto                 | Borghi finalisti |
| -------- | ------------ | -------------------------------- | ---------------------- | --------------------------- | --- |
| 1ª       | 2014         | Gangi (PA)                       | Bosa (OR)              | Santa Severina (KR)         | Acerenza (PZ), Bienno (BS), Corinaldo (AN), Sant’Agata dei Goti (BN), Caprarola (VT), Pacentro (AQ), Castiglione di Garfagnana (LU), Vogogna (VCO), Portobuffolé (TV), Valvasone (PN), Montone (PG), Vernazza (SP), Specchia (LE), Chiusa (BZ), Castell’Arquato (PC), Sepino (CB), Ètroubles (AO)                                            |
| 2ª       | 2015         | Montalbano Elicona (ME)          | Monteverde (AV)        | Castelsardo (SS)            | Neive (CN), Venosa (PZ), Antagnod (AO), Borgio Verezzi (SV), Sabbioneta (MN), Vipiteno (BZ), Montagnana (PD), Fagagna (UD), Brisighella (RA), Pitigliano (GR), Treia (MC), Montefalco (PG), Sperlonga (LT), Civitella del Tronto (TE), Frosolone (LS), Venosa (PZ), Gerace (RC)                                                              |
| 3ª       | 2016         | Sambuca di Sicilia (AG)          | Cervo Ligure (IM)      | Castellabate (SA)           | Viggianello (PZ), Posada (NU), Fénis (AO), Fornelli (IS), Egna (BZ), Giglio Castello (GR), Ricetto di Candelo (BI), San Leo (RN), Locorotondo (BA), Offagna (AN), Scilla (RC), Cison di Valmarino (TV), Scanno (AQ), Cordovado (PN), Lovere (BG), Subiaco (RM), Spello (PG)                                                                  |
| 4ª       | 2017         | Venzone (UD)                     | Arquà Petrarca (PD)    | Conca dei Marini (SA)       | Canale di Tenno (TN), Fiumefreddo Bruzio (CS), Panicale (PG), Gressan (AO), Rocca San Giovanni (CH), Zavattarello (PV), Castelmezzano (PZ), Montecassiano (MC), Otranto (LE), Montegridolfo (RN), Castiglione di Sicilia (CT), Orta San Giulio (NO), Castel Gandolfo (RM), Vastogirardi (IS), La Maddalena (SS), Suvereto (LI), Tellaro (SP) |
| 5ª       | 2018         | Gradara (PU)                     | Castroreale (ME)       | Bobbio (PC)                 | Sermoneta (LT), Vigo di Fassa (TN), Rodi Garganico (FG), Barolo (CN), Arnad (AO), Bevagna (PG), Tursi (MT), Chiusdino (SI), Noli (SV), Altomonte (CS), Sesto al Reghena (PN), Pescocostanzo (AQ), San Giorgio di Valpolicella (VR), Stintino (SS), Bagnoli del Trigno (IS), Monte Isola (BS), Furore (SA)                                    |
| 6ª       | autunno 2018 | Petralia Soprana (PA)            | Subiaco (RM)           | Mel (BL)                    | Poppi (AR), Lovere (BG), Bosa (OR), Mezzano,(TN), Guardiagrele (CH), Acerenza (PZ), Avise (AO), Otranto (LE), Dozza (BO), Moneglia (GE), Monteverde (AV), Massa Martana (PG), Morano Calabro (CS), Garessio (CN), Castel Petroso (IS), Corinaldo (AN), Palmanova (UD)                                                                        |
| 7ª       | autunno 2019 | Bobbio (PC)                      | Palazzolo Acreide (SR) | Rotondella (MT)             | Laigueglia (SV), Castel del Monte (AQ), Cetona (SI), Fiumefreddo Bruzio (CS), Fratta Polesine (RO), Gradara (PU), Tremosine sul Garda (BS), Vitorchiano (VT), Strassoldo (UD), Bagnoli del Trigno (IS), Tassullo (TN), Bovino (FG), Gressoney–Saint Jean (AO), Lugnano in Teverina (TR), Cella Monte (AL), Castellabate (SA), Aztara (NU)    |
| 8ª       | 2021         | Tropea (VV)                      | Baunei (NU)            | Geraci Siculo (PA)          | Albori (SA), Grottammare (AP), Campli (TE), Malcesine (VR), Pietramontecorvino (FG), Corciano (PG), Cocconato (AT), Finalborgo (SV), Valsinni (MT), Trivento (CB), Poffabro (PN), San Giovanni in Marignano (RN), Buonconvento (SI), Borgo Valsugana (TN), Issime (AO), Pomponesco (MN), Pico (FR)                                           |
| 9ª       | 2022         | Soave (VR)                       | Millesimo (SV)         | Castelfranco Piandiscò (AR) | Navelli (AQ), Vico del Gargano (FG), Sutera (CL), Riccia (CB), Pergola (PU), Cabras (OR), Tremezzo (CO), Oriolo (CS), Trevi (PG), Pietragalla (PZ), Compiano (PR), Varallo (VC), Sant'Agata sui Due Golfi (NA), Levico Terme (TN), Clauiano (UD), Ventotene (LT), Verres (AO)                                                                |
| 10ª      | 2023         | Ronciglione (VT)                 | Sant'Antioco (SU)      | Salemi (TP)                 | Castro (LE), Campo Ligure (GE), Casoli (CH), Bellano (LC), Monteroduni (IS), Castagnole delle Lanze (AT), Campiglia Marittima (LI), Citerna (PG), Diamante (CS), Miglionico (MT), Bondone (TN), Esanatoglia (MC), Marano Lagunare (UD), Possagno (TV), Cetara (SA), Issogne (AO), Bagnara di Romagna (RA)                                    |
| 11ª      | 2024         | Peccioli (PI)                    | Badolato (CZ)          | Grazie (MN)                 | Isola del Liri (FR), Montesano sulla Marcellana (SA), Leporano (TA), Maratea (PZ), Arbatax (NU), Castelvetro di Modena (MO), Naro (AG), Muggia (TS), Guarene (CN), Celle Ligure (SV), Petacciato (CB), Torreglia (PD), Genga (AN), Crecchio (CH), Stroncone (TR), Fontainemore (AO), Caldes (TN)                                             |
| 12ª      | 2025         | Militello in Val di Catania (CT) | Agliè (TO)             | Vignanello (VT)             | Nus (AO), Deiva Marina (SP),Corenno Plinio (LC), Ala (TN), Grado (GO), Lazise (VR), Montechiarugolo (PR), Scarperia e San Piero (FI), Sirolo (AN), Buggerru (SU), San Gemini (TR), Penne (PE), Agnone (IS), Maiori (SA), Ischitella (FG), Montalbano Jonico (MT), Aieta (CS)                                                                 |

## Galleria fotografica dei paesi vincitori

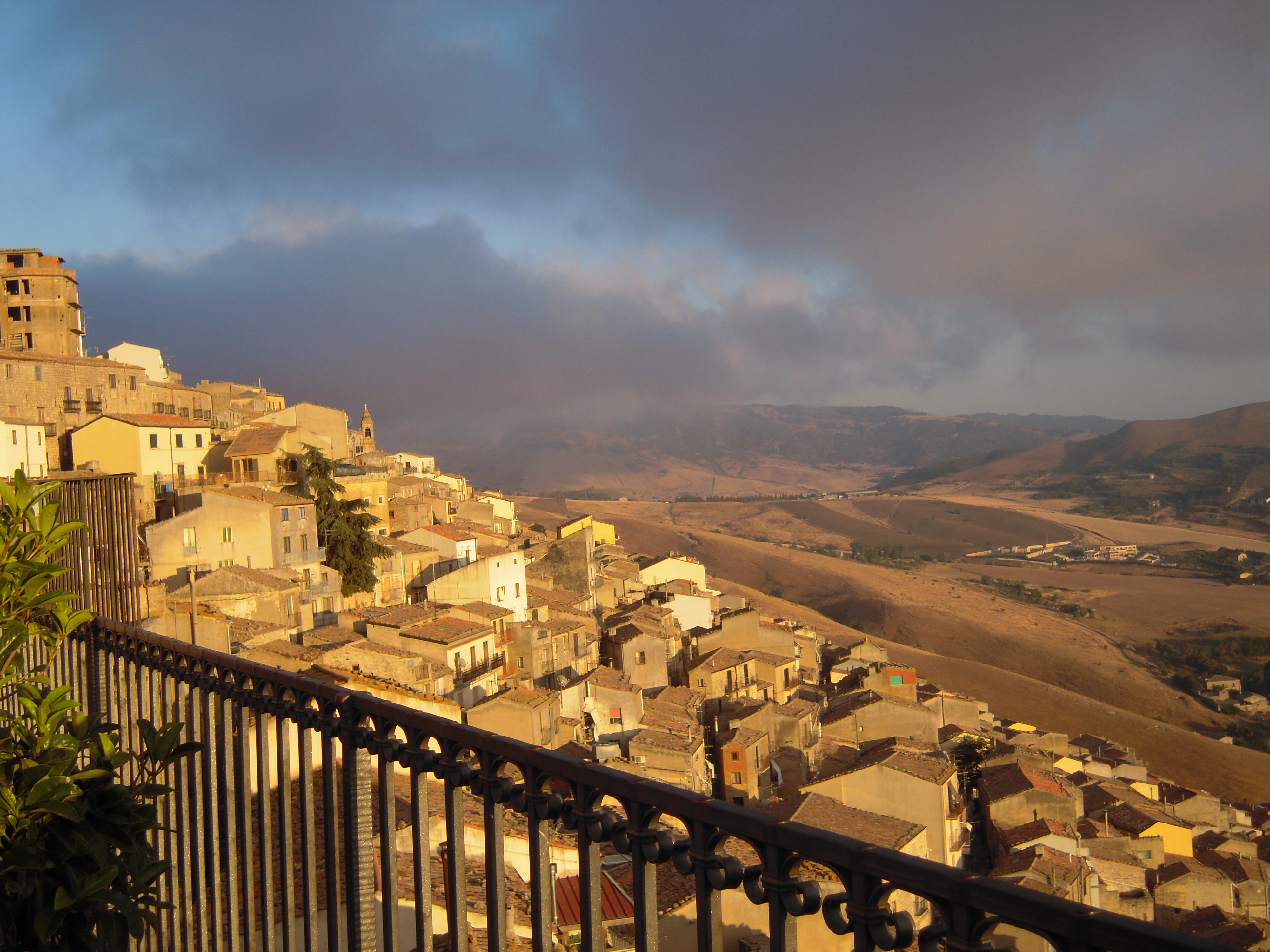
Gangi (2014)
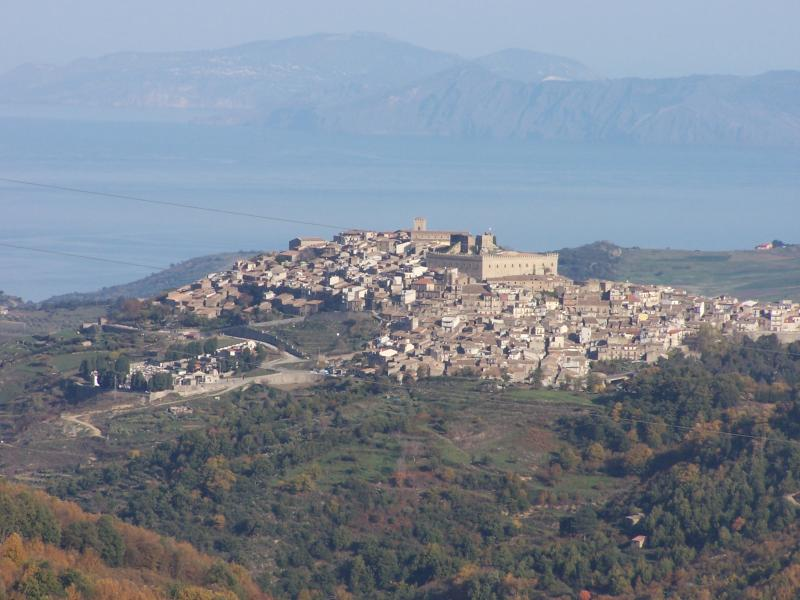
Montalbano Elicona (2015)
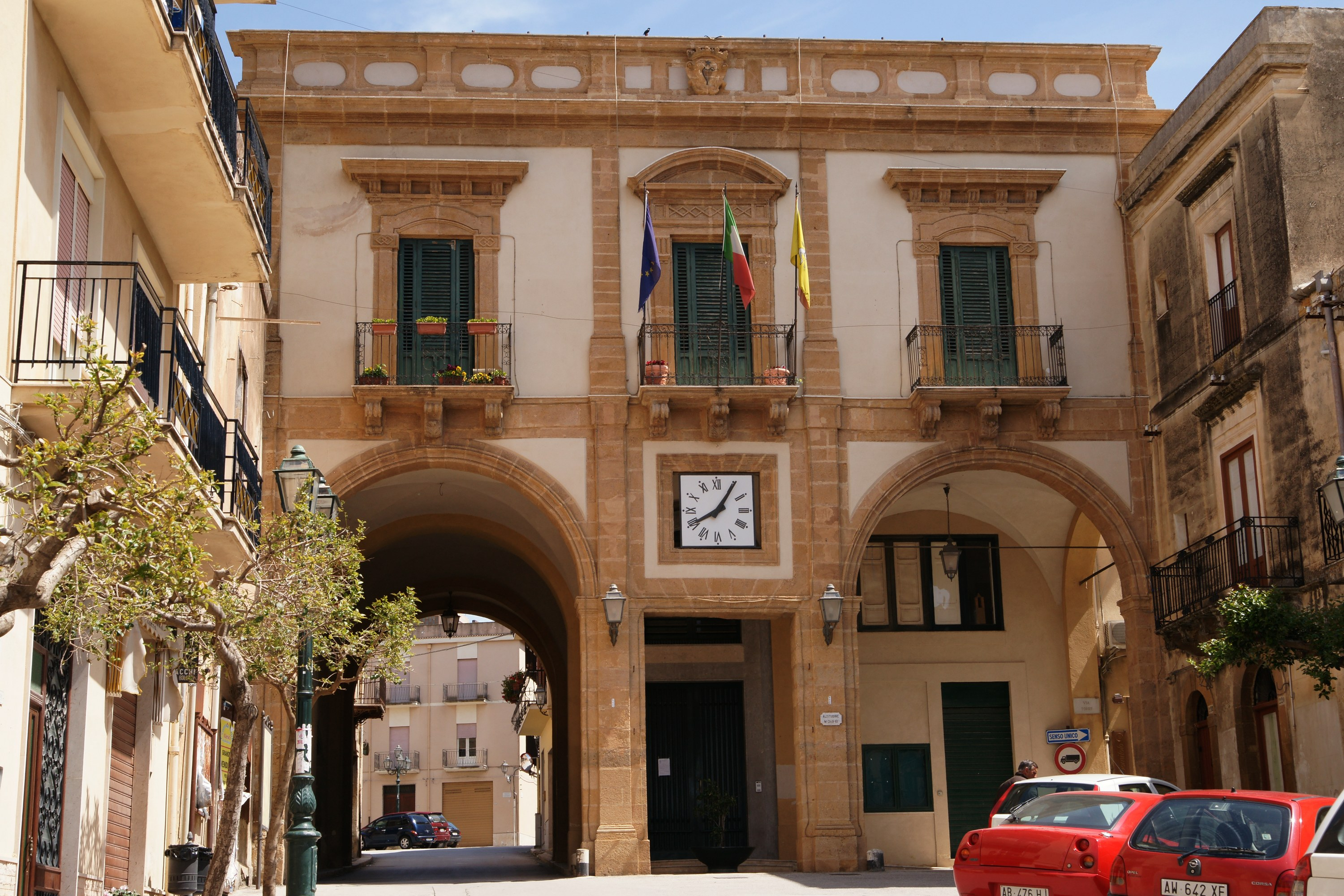
Sambuca di Sicilia (2016)
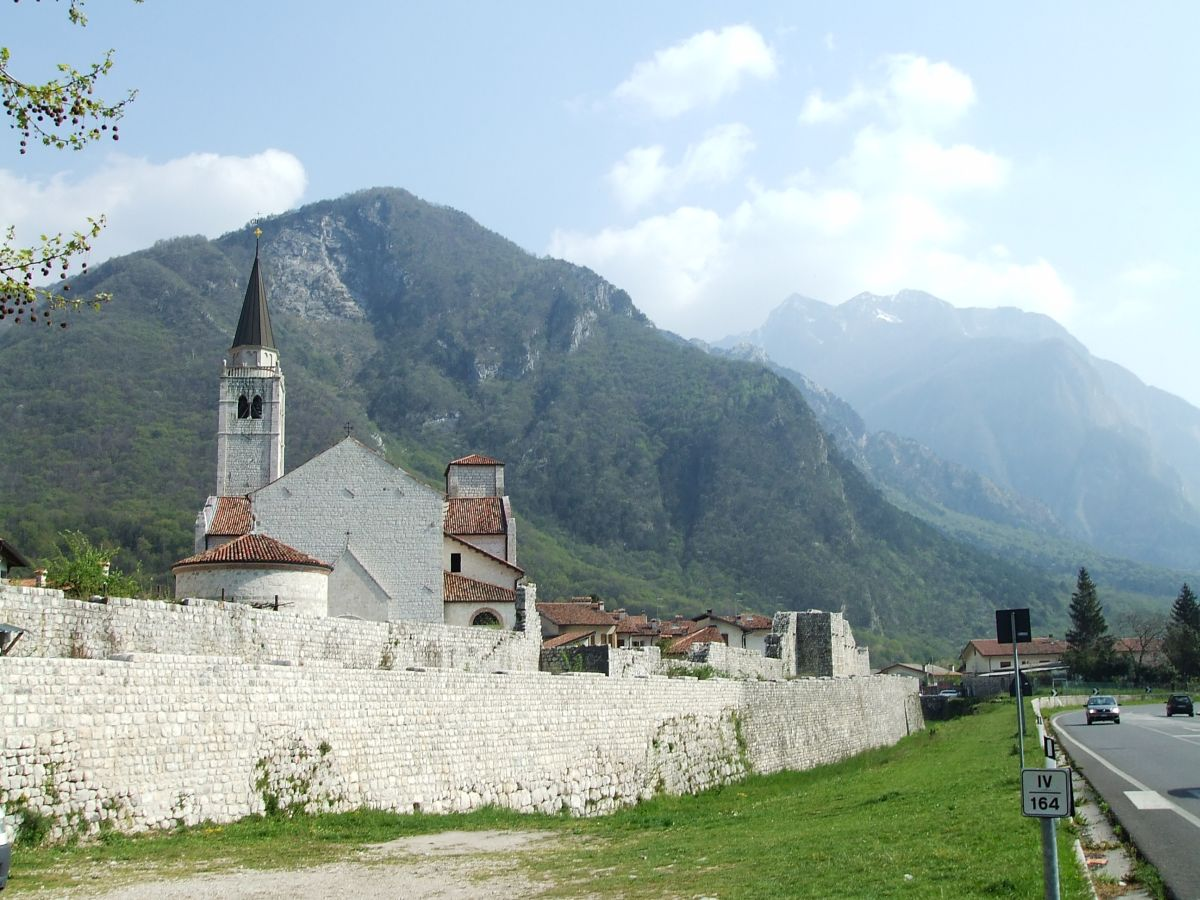
Venzone (2017)
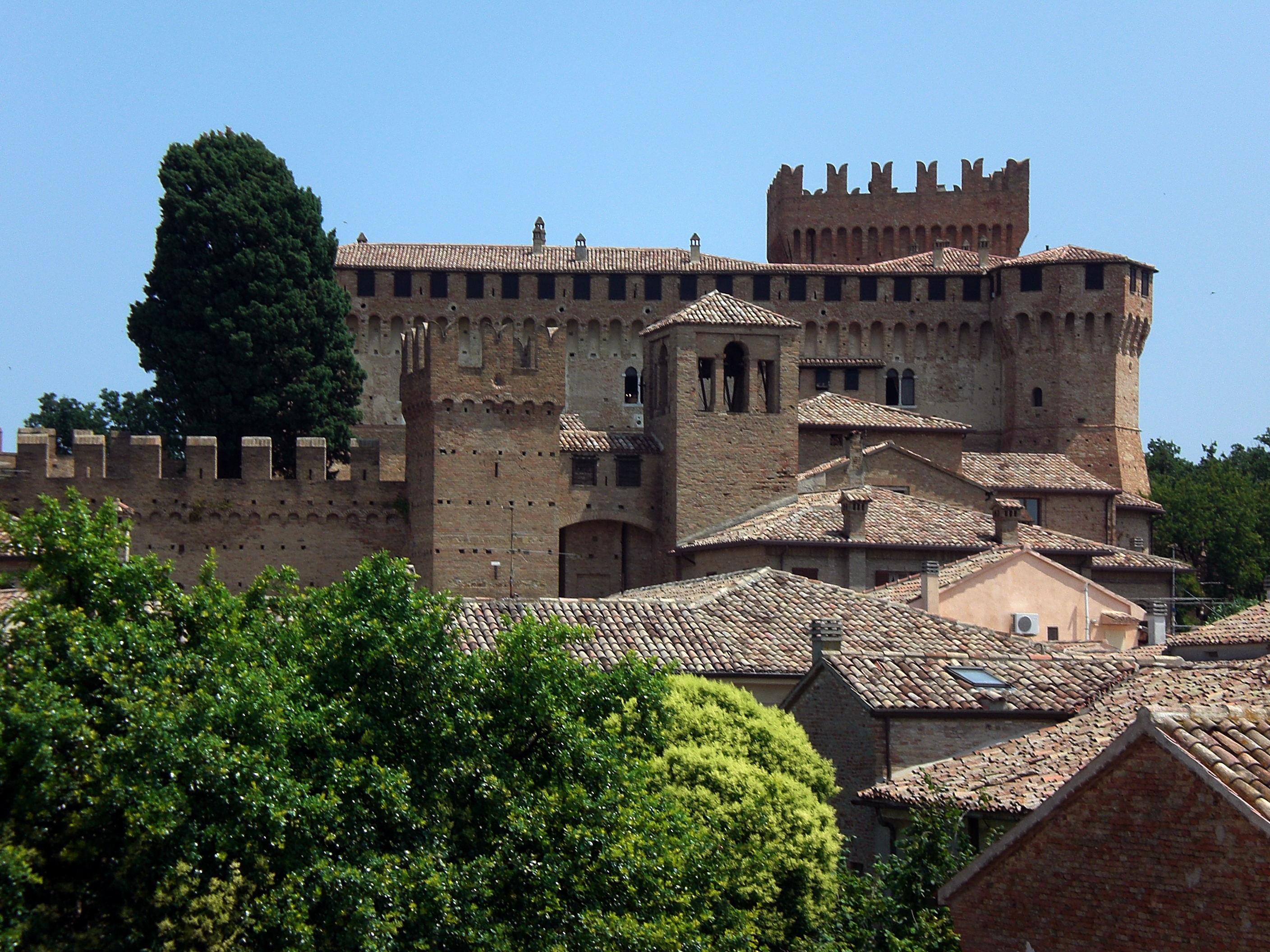
Gradara (2018)
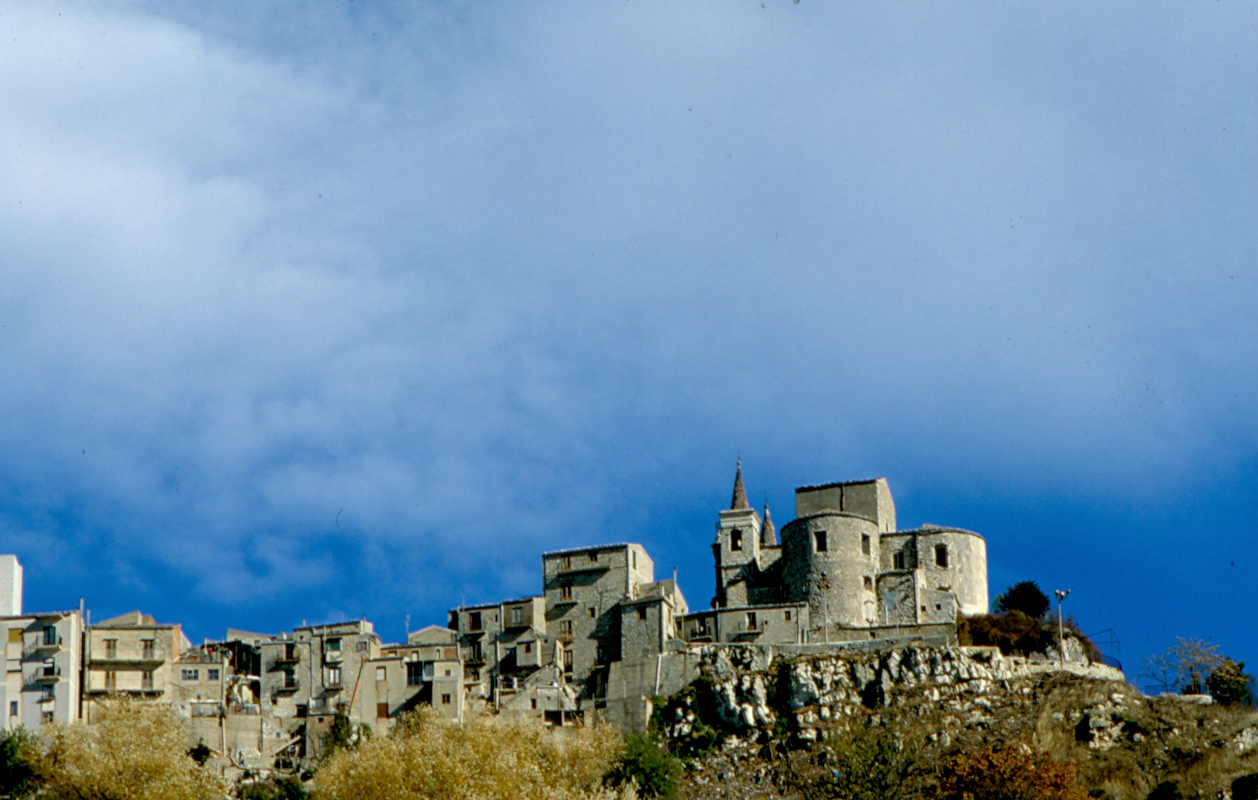
Petralia Soprana (autunno 2018)
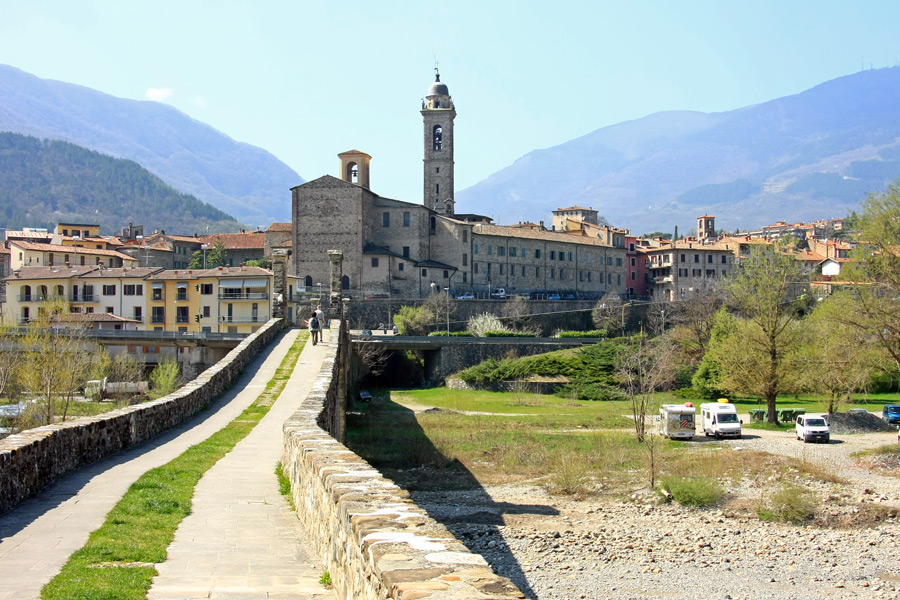
Bobbio (autunno 2019)
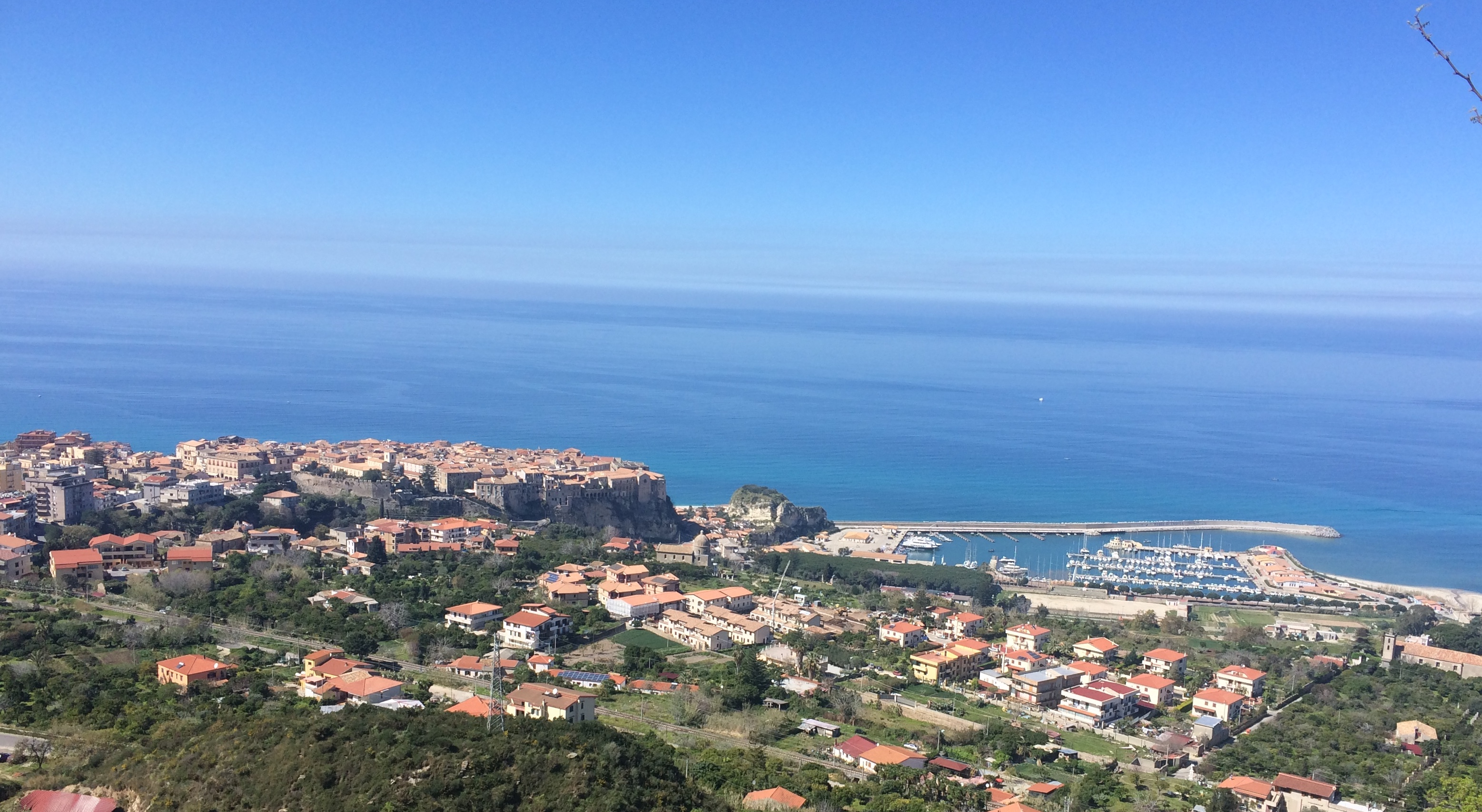
Tropea (2021)
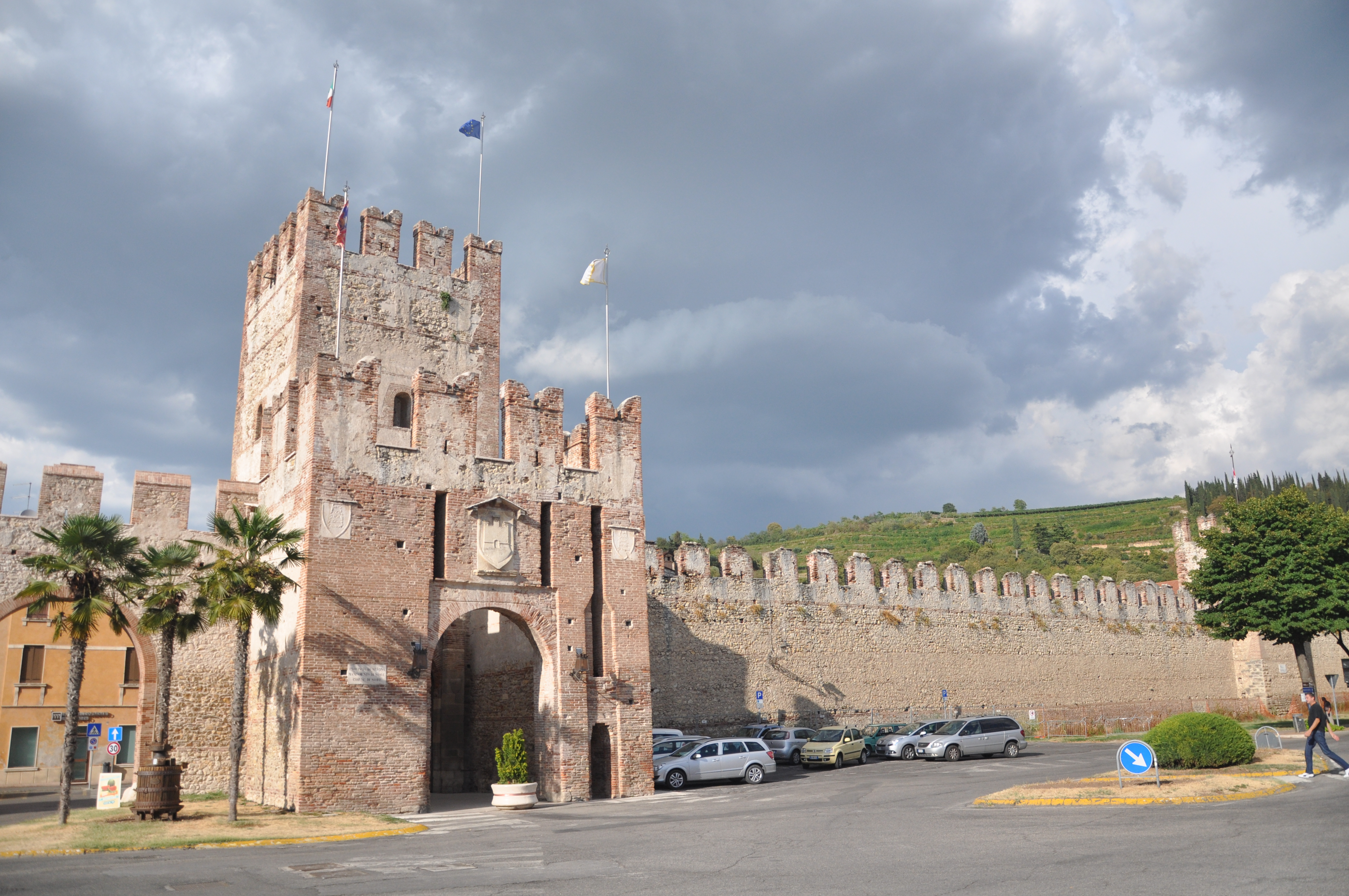
Soave (2022)
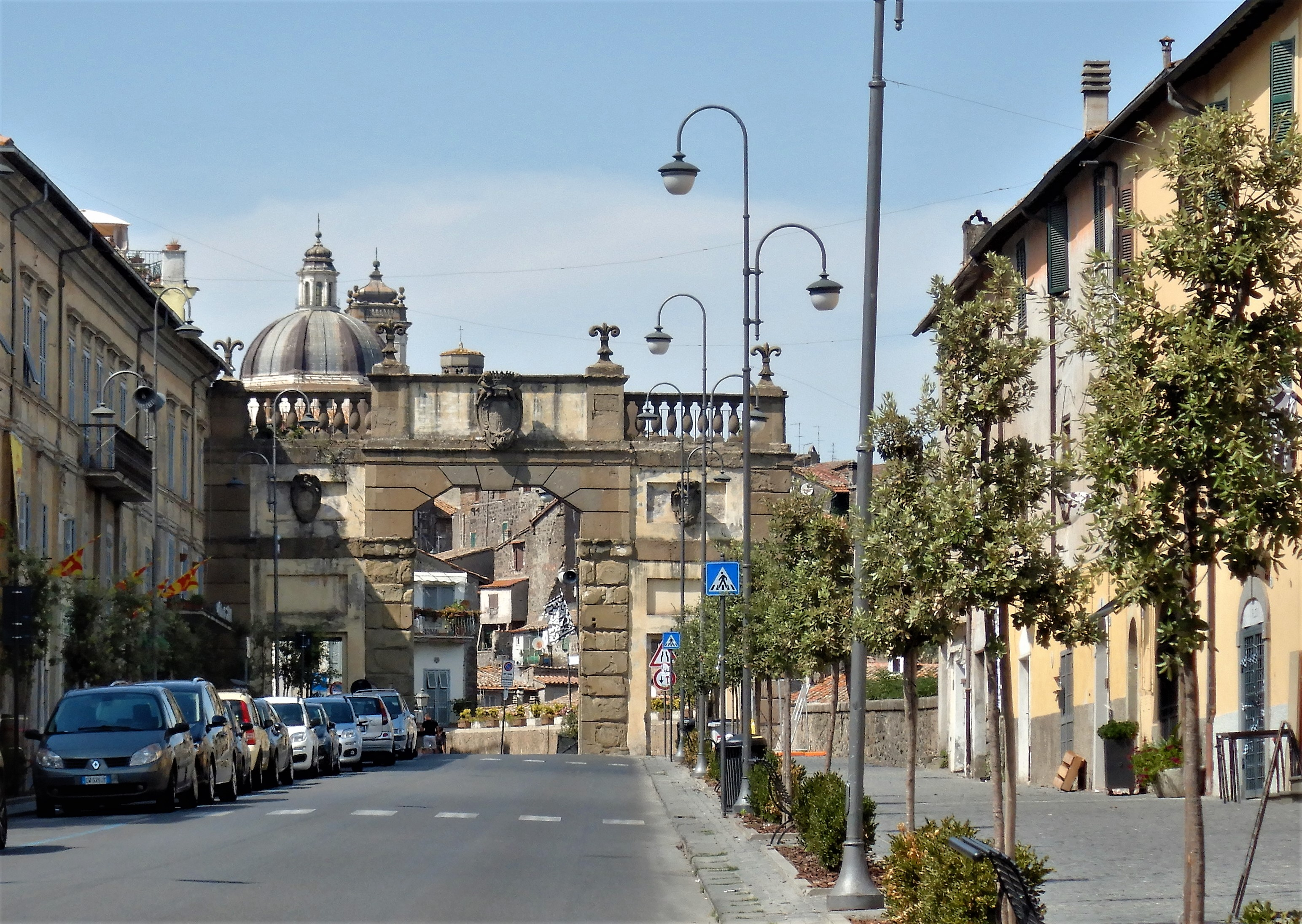
Ronciglione (2023)
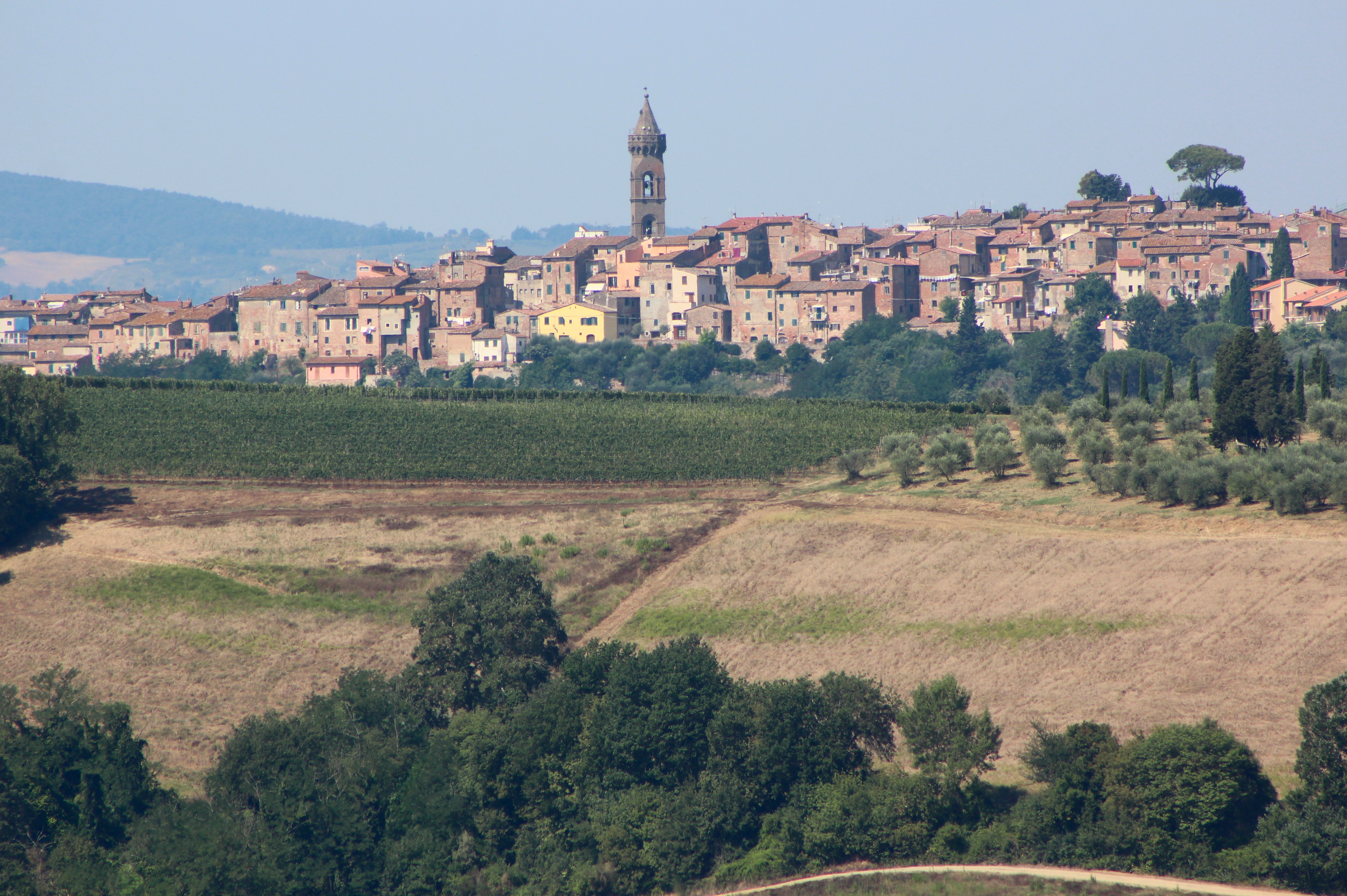
Peccioli (2024)
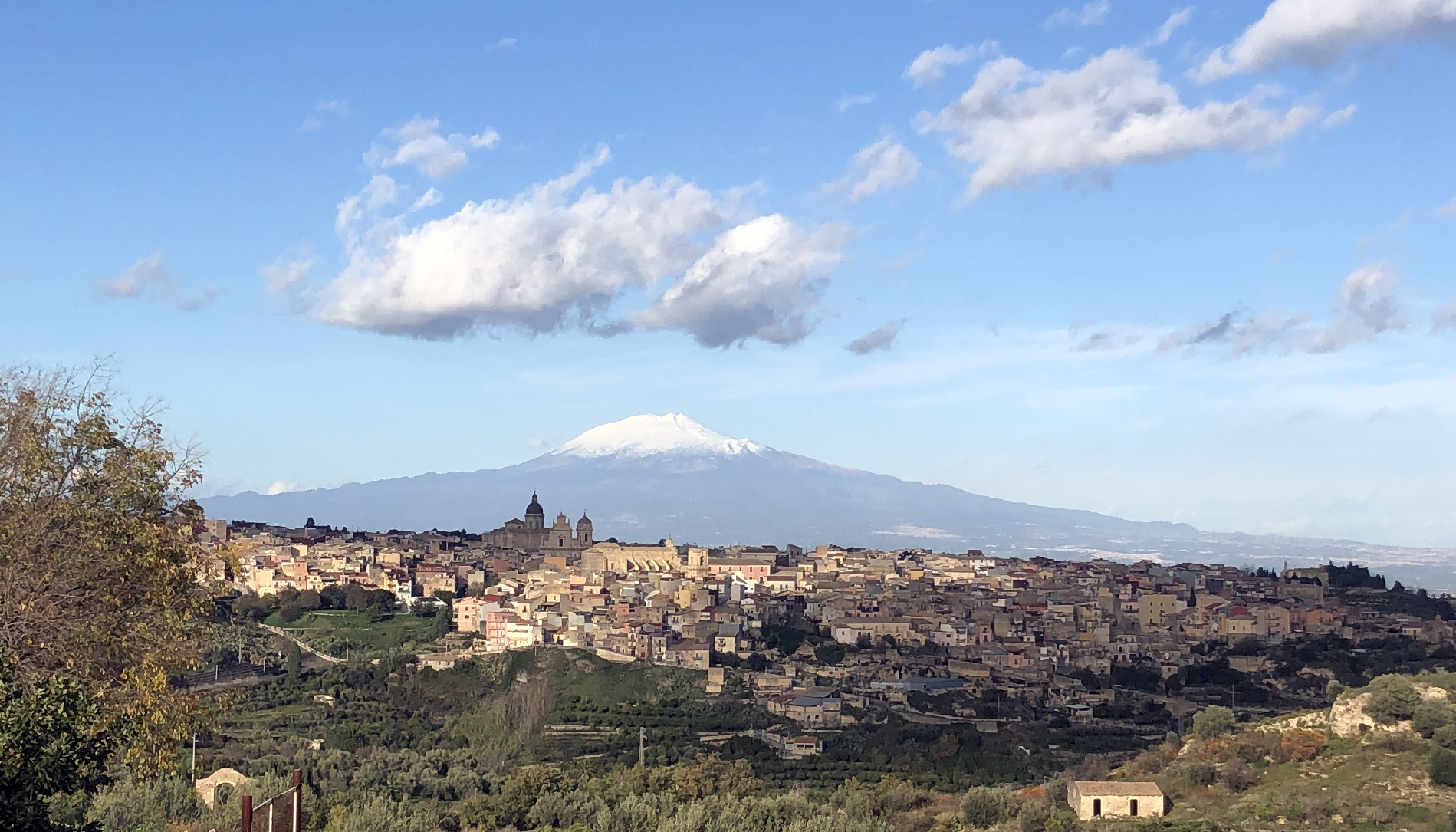
Militello in Val di Catania (2025)

### Annotazioni
1. ↑  Media delle 4 puntate.
2. ↑  Media delle 5 puntate.

### Fonti
1. ↑   Il Borgo dei Borghi: Camila Raznovich porta l'Italia dei campanili in prime time su Rai3, su DavideMaggio.it. URL consultato il 22 aprile 2024.
2. ↑   Il Borgo dei Borghi - La Grande Sfida: con Camila Raznovich la nuova gara tra i piccoli centri italiani, su DavideMaggio.it. URL consultato il 22 aprile 2024.
3. ↑   ASCOLTI TV DI DOMENICA 20 APRILE 2014: RISALE UN MEDICO IN FAMIGLIA (19.9%), WAR HORSE AL 12.6%, LA BIBBIA CHIUDE ALL'11.85%. LA BENEDIZIONE URBI ET ORBI AL 38.26%, su DavideMaggio.it. URL consultato il 22 aprile 2024.
4. ↑   ASCOLTI TV DI DOMENICA 5 APRILE 2015: IL 7 E L'8 AL 13.11%, SAUL FERMO ALL'11.77%. FAST AND FURIOUS 5 A RAZZO (11.53-17.38%). LA BENEDIZIONE URBI ET ORBI AL 34.85%, su DavideMaggio.it. URL consultato il 22 aprile 2024.
5. ↑   ASCOLTI TV | DOMENICA 27 MARZO 2016. IN CALO COME FAI SBAGLI (14.57%), LA PASSIONE DI CRISTO SI FERMA ALL'11.88%. BENE IL BORGO DEI BORGHI (8.18%), su DavideMaggio.it. URL consultato il 22 aprile 2024.
6. ↑   Ascolti TV | Domenica 16 aprile 2017. Che Dio Ci Aiuti al 13.08%, La Passione di Cristo all'8.71%. Furore al 6.68%, bene Il Borgo dei Borghi (8.32%) e il film di Iris (4.1%), su DavideMaggio.it. URL consultato il 22 aprile 2024.
7. ↑   Ascolti TV | Domenica 1 Aprile 2018. Questo Nostro Amore non entusiasma (15.9%), Furore 10.1%. SWAT 8.4%. Floppa Mina (10.9%), su DavideMaggio.it. URL consultato il 22 aprile 2024.
8. ↑   Ascolti TV | Domenica 4 aprile 2021. Nella serata di Pasqua, Risorto (15.5%) doppia Zoo - Un Amico da Salvare (7%). Il Borgo dei Borghi 8.7%, su DavideMaggio.it. URL consultato il 22 aprile 2024.
9. ↑   Ascolti TV | Domenica 17 aprile 2022. Il Racconto dei Vangeli di Papa Francesco al 14.1%. Gli Eredi della Terra 8.9%, Il Ciclone 8%, Il Borgo dei Borghi 6.2%, su DavideMaggio.it. URL consultato il 22 aprile 2024.
10. ↑   Ascolti TV | Domenica 9 aprile 2023. Lo Show dei Record vince col 18.5% (2,86 mln), Amici per la pelle 12.9% (2,23 mln), Il Borgo dei Borghi 7.5% (1,21 mln). Vola su Rai1 la Santa Messa al 30.7% e la Benedizione Urbi et Orbi 35.2%, su DavideMaggio.it. URL consultato il 22 aprile 2024.
11. ↑   Ascolti TV | Domenica 31 Marzo 2024. Vicini Fatima (14.6% - 2,5 mln) e i Record (15.7% - 2,4 mln). Bene Il Borgo dei Borghi (8.3%). Sinner all'8.3% su Sky. La Benedizione del Papa tocca il 35.7%, su DavideMaggio.it. URL consultato il 22 aprile 2024.
12. ↑   Fabio Fabbretti, Ascolti TV | Domenica 20 aprile 2025. Il lupo e il leone vince col 16%, La Cura delle Iene (9.5%) a un passo da Canale5 (Marry Me 9.8%), su DavideMaggio.it. URL consultato il 21 aprile 2025.
13. ↑   Ascolti TV | Sabato 3 novembre 2018. Record per Tú sí que vales (30.21%), Portobello cala al 16.82%, su DavideMaggio.it. URL consultato il 22 aprile 2024.
14. ↑   Ascolti TV | Sabato 10 novembre 2018. Portobello cala ancora (15.52%), nuovo boom di Tú sí que vales (31.35%). Caduta Libera (18.2%-22.3%) batte L'Eredità (19.1%-21.7%), su DavideMaggio.it. URL consultato il 22 aprile 2024.
15. ↑   Ascolti TV | Sabato 17 novembre 2018. Quasi 8 mln per la Nazionale (34.6%). Don Camillo immortale (6.5%). Caduta Libera vince nettamente su L'Eredità. Amici 21.2%, su DavideMaggio.it. URL consultato il 22 aprile 2024.
16. ↑   Ascolti TV | Sabato 24 novembre 2018. Tú sí que vales 29%, Portobello non migliora (15.1%). American Crime Story Versace parte dall'1.6%, su DavideMaggio.it. URL consultato il 22 aprile 2024.
17. ↑   Ascolti TV | Domenica 22 settembre 2019. Imma Tataranni parte col botto (23.3%). Live - Non è la D'Urso 14.9%, Non è L'Arena 6.2%, su DavideMaggio.it. URL consultato il 22 aprile 2024.
18. ↑   Ascolti TV | Domenica 29 settembre 2019. Imma Tataranni 20.1%, Live - Non è la D'Urso 11.9%, Fazio 8.2%-8.5%, Giletti 5.6%, su DavideMaggio.it. URL consultato il 22 aprile 2024.
19. ↑   Ascolti TV | Domenica 6 ottobre 2019. Imma Tataranni 19.5%, Live 13.3%. Fazio cala (7.3%-8%), male Chef Rubio (1%), su DavideMaggio.it. URL consultato il 22 aprile 2024.
20. ↑   Ascolti TV | Domenica 13 ottobre 2019. Imma Tataranni domina (22.9%), Non è la D'Urso 13.9%. Fazio non va oltre il 7.6%-7.2% battuto dal film di Italia1 (8.7%), su DavideMaggio.it. URL consultato il 22 aprile 2024.
21. ↑   Ascolti TV | Domenica 20 ottobre 2019. Imma Tataranni tocca i 5 milioni e il 23.3%. Non è la D'Urso 12.9%, Fazio 8% e 7.1%, Giletti 5.6%. Ventura 3.9% e 3.1%, su DavideMaggio.it. URL consultato il 22 aprile 2024.
22. ↑   Neive è decimo nella classifica dei Borghi pù belli d'Italia, su Targatocn.it, 6 aprile 2015. URL consultato il 1º aprile 2024.
23. ↑   Domenico Palladino, Borgo dei Borghi 2017: la classifica dei 20 più belli d'Italia nella galleria fotografica, su Webitmag - Web in Travel Magazine, 18 aprile 2017. URL consultato il 1º aprile 2024.
24. ↑  (EN) Abruzzo Segreto, Navelli al quarto posto al “Borgo dei borghi” del Kilimangiaro su RAI 3 - Bed & Breakfast Abruzzo Segreto, su Abruzzo Segreto Bed & Breakfast in Navelli, 26 aprile 2022. URL consultato il 1º aprile 2024.
25. ↑   Fabio Morasca, Il vincitore de Il Borgo dei Borghi 2024, su TvBlog, 1º aprile 2024. URL consultato il 22 aprile 2024.
26. ↑   Giorgia Piras Tonelli, Militello in Val Catania vince il Borgo dei Borghi 2025: trionfa la Sicilia per la quinta volta, su Qualitytravel.it, 20 aprile 2025. URL consultato il 20 aprile 2025.